# カーダンパー

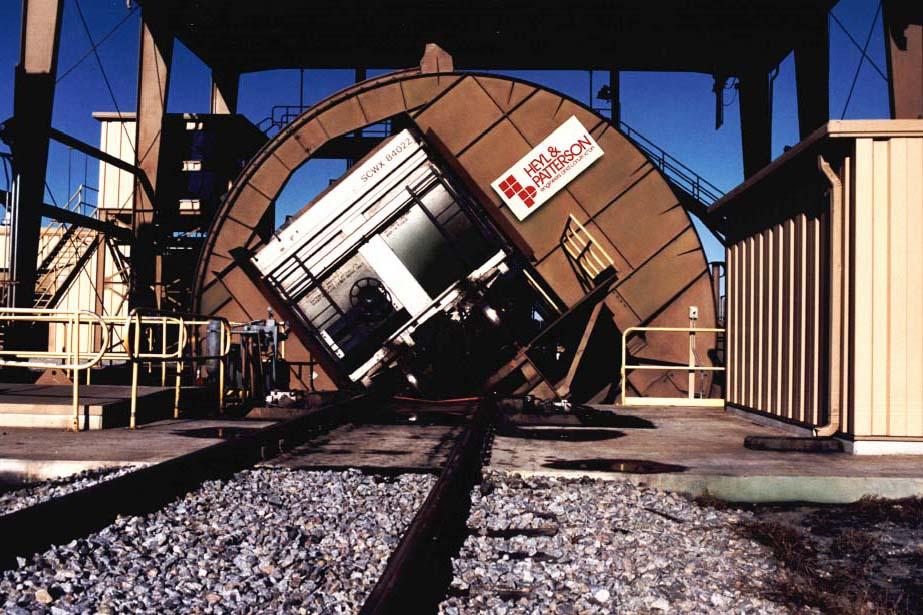
回転式カーダンパー

カーダンパーは、無蓋車・炭車・鉱車・トロッコを車体ごと傾けたり倒立させたりして、その積荷を重力で落下させて取り卸す設備である。無蓋車を扱う大型のものは、石炭・鉱石の積出し港、製錬所、工場などに設置され、石炭・鉱石の取卸しに使用される。炭車・鉱車・トロッコを扱う小型のものは、炭坑・鉱山の地上や坑道内、大規模な土木工事現場などに設置され、石炭・鉱石・土砂の取卸しに使用される。無蓋車に積載した丸太の取卸しにも使用できる。チップラーともいう。

## 特長
石炭や鉱石のようなばら積み貨物を貨車から取り卸す方式の一つとしては、ホッパ車を使用する方式がある。ホッパ車は、底が漏斗状で、側面下部または底面に放出口を持っていて、放出口の扉を開くことで積荷を落下させることができる。
この方式では、地上側にはそれほど大がかりな設備は必要ないものの、ホッパ車は構造が複雑なため製作費がかさむ。その上、ホッパ車は底を漏斗状とする分、積荷の容量が小さくなる。また、放出口の断面積を大きく取れないので、積荷の放出に時間がかかる。さらに、積荷が水分を含んで固まったり、凍ったりすると、積荷が漏斗の中をうまく滑り落ちないので、取卸しが困難になる。特に、石炭は水洗した状態で炭坑から出荷されるので、寒冷地では、冬になるとホッパ車に積載した石炭の凍結が頻発する。
一方、地上側にカーダンパーを設けると、地上側の設備費はかかるものの、ホッパ車のかわりに低価格・大容量の無蓋車が使用できる。無蓋車の車体は単純な箱型であるため、無蓋車はホッパ車と比べて製作費が安く、容量が大きい。
無蓋車を石炭・鉱石専用とし、しかも回転式カーダンパーで取り卸すことを前提とすれば、無蓋車の側板はもはやアオリ戸にする必要はない。側板をアオリ戸にしないのであれば、側板を高くして容積を増やすことができる。このようにした無蓋車は、ちょうど、浴槽に車輪を付けたような姿となるので、アメリカでは「バスタブ・ゴンドラ」と呼ばれている。
また、無蓋車を回転式カーダンパーにかければ、積荷は床面積と同等の面積を有する開口から垂直に落下する。このため、積荷の取卸しは短時間で完了する。しかも、積荷が水分を含んで固まったり凍ったりしても、開口の大きさのため、積荷の取卸しは支障なく行える。もっとも、固着や凍結の程度がひどい場合は、ホッパ車の積荷が固着・凍結した場合と同様に、カーシェイカーなどで車体を振動させたり、側板を加熱して凍結を溶かしたり、コールピックで積荷をつついたりする対策が取卸し前に必要となる。

## 種類
側転式
貨車をクレードルに載せ、レールと平行な軸を中心にクレードルを一定角度回転させ、貨車を斜めに傾けて積荷を放出させる方式。
回転式（ロータリーカーダンパー）
貨車を回転枠に押し込み、レールと平行な軸を中心に回転枠を約180°回転させ、貨車をほとんどまたは完全に倒立させて積荷を放出させる方式。
引上側転式（リフチングカーダンパー）
貨車をクレードルに載せ、クレードルを垂直に持ち上げた後、レールと平行な軸を中心にクレードルを一定角度回転させ、高所から貨車の積荷を放出させる方式。
縦方向傾転式
枕木と平行な軸を中心に貨車を一定角度回転させて傾け、貨車の積荷を放出させる方式である。妻面がアオリ戸になっている特殊な無蓋車が必要となる。
小規模なカーダンパーは貨車1両分の長さしかないので、貨車は1両ごとに解結してカーダンパーに押し込む必要がある。大型の回転式カーダンパーには、貨車2両を連結したまま回転できるものもある。
世界では貨車100両を連結した石炭・鉱石輸送列車も運行されている。このような場合に、貨車を1両1両解結してカーダンパーに押し込むとすれば荷卸しに大変な時間がかかる。そこで、貨車の連結器の前後方向の中心線を軸に回転できるようにし、連結器の回転軸と同心で回転する回転式カーダンパーを使用して、100両編成をばらさずに、1両または数両単位でカーダンパーに順次押し込んで石炭・鉱石を放出させる方式も採用されている。

## 日本
日本最大規模であったカーダンパーは、1933年（昭和8年）に室蘭港に2基、1935年（昭和11年）に小樽港に2基設置された回転式カーダンパーである。これらは、昭和40年代まで、北海道内陸部の炭坑から鉄道輸送されてきた石炭を船積みするために使用されていた。1基で1時間に石炭900トン（30トン積み石炭車30両）を取り卸す能力があった。もっとも、1921年（大正10年）にアメリカ合衆国のボルチモアで毎時5,400トンの能力を持つ回転式カーダンパーが完成しており、日本のものは世界的に見れば小規模な方であった。
現代の日本でカーダンパーを目にすることはほとんどない。一般人が見ることはできないが、東邦亜鉛安中製錬所（群馬県安中市）では現在もカーダンパーが稼働しており、福島県から運ばれてきた亜鉛精鉱を貨車から取り卸すのに使われている。